# Salim El Jebari
Salim El Jebari (Madrid, 5 de febrero de 2004) es un futbolista español, nacionalizado marroquí, que juega en la demarcación de delantero para el F. C. Cartagena de la Segunda División de España, cedido por el Club Atlético de Madrid.

## Trayectoria
Tras formarse en las categorías inferiores de la Club Atlético de Madrid, el 9 de enero de 2022 debutó con la Club Atlético de Madrid "B" contra la Agrupación Deportiva Parla en un partido que finalizó con un resultado de 0-2. El 9 de marzo de 2024 debutó con el primer equipo en Primera División contra el Cádiz CF tras sustituir a Koke Resurrección en el minuto 78.
El 24 de enero de 2025, firmó por el F. C. Cartagena de la Segunda División de España, cedido por el Club Atlético de Madrid hasta el final de la temporada.

## Clubes
| Club                        | País   | Año       | Partidos | Goles |
| --------------------------- | ------ | --------- | -------- | ----- |
| Club Atlético de Madrid "B" | España | 2022-2025 | 39       | 4     |
| Club Atlético de Madrid     | España | 2024      | 1        | 0     |
| FC Cartagena (cedido)       | España | 2025-     | 16       | 2     |